# 다마고치

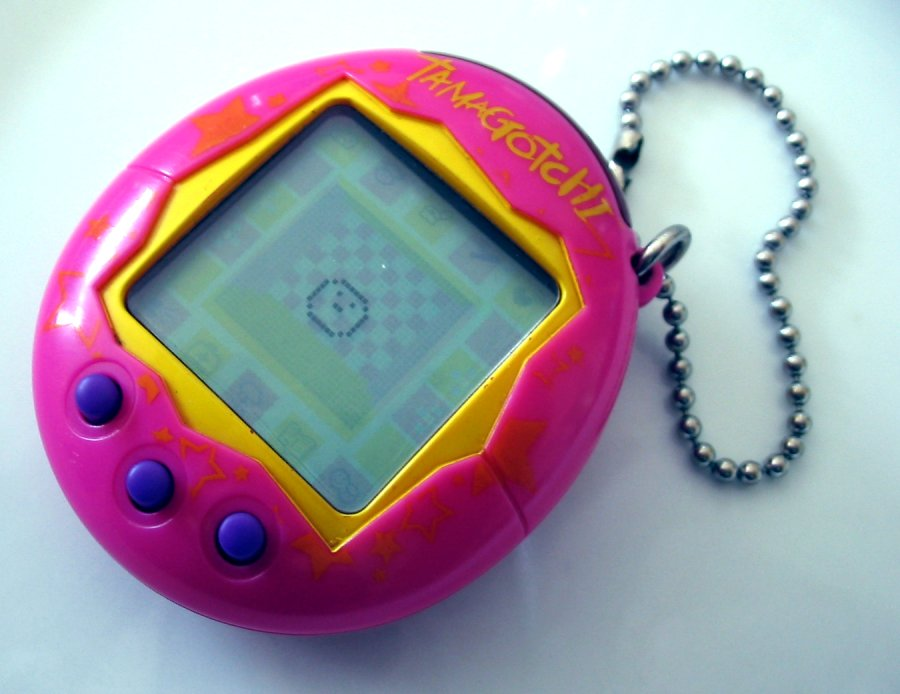
다마고치

다마고치(일본어: たまごっち 다마고치[*])는 일본어 단어 ‘다마고(たまご, 달걀)’와 영어 단어 ‘워치(watch, 시계)’의 합성어로 1996년 일본의 주부 아키 마이타가 개발해 이후 반다이가 아이디어를 사서 시장에 내놓은 휴대용 디지털 반려동물이다. 다마고치는 작고 간단한 달걀 모양의 컴퓨터 안에 살며, 플레이어는 왼쪽부터 A, B, C, 이 세 개의 버튼을 이용해 다음과 같이 다마고치와 다양한 방법으로 놀아줄 수 있다. "다마고치 썸"이라는 이름으로 한국어가 지원되는 다마고치가 출시되기도 했다. 최근 '버블티 다마고치', '얌얌잼 하우스'가 출시되기도 했다.
다마고치는 출시 이후 전 세계적으로 폭발적인 인기를 얻었다. 미국 뉴욕에서는 1997년 5월 단 3일 만에 3만 개라는 놀라운 판매량을 기록했다. 다마고치는 이후 게임보이, 닌텐도 DS, 위, 닌텐도 3DS용 게임 소프트웨어로도 개발되었다.
현재 일본어 판 최신 버전은 "다마고치 스위츠"이다. 또한, 한국 버전도 나왔는데 이것은 "다마고치 썸"이다. (둘 다 2019 ~ 2020년 기준), 2020년 6월 기준, 이것은 에바치이며, 2020년 10월 기준 귀멸의 다마고치이다. 최근에는 기존의 다마고치에 카메라가 장착되고 화면은 흑백이 아닌 컬러로 바뀐 '픽스(Pix)'가 2021년 7월부터 판매된다고 발표하였고, 일본에는 2021년 11월 23일에 '다마고치 스마트'라는 판매된다고 발매하였다.
2009년 10월 12일부터 2015년 9월 24일까지 OLM에서 제작하고 TV 도쿄 계열에서 방영한 동명의 애니메이션 시리즈가 공개되었다고한다.

## 문제점
몇몇 다마고치 버전은 자주 먹이를 챙겨 주지 않으면 죽어버리기 때문에, 아이들이 학교에 다마고치를 들고 가서 사용해 수업에 집중하지 않는 것이 문제가 되었다. 이 때문에 대한민국의 경우 1997년 5월 30일 교육부에서 수업방해와 생명경시 풍조를 이유로 전국 15개 시·도 교육청 공문을 보내 초·중·고교생들의 다마고치 학교 반입을 금지한적이 있다.
1998년 프랑스에서는 27살의 운전자가 운전 중 다마고치에게 먹이를 주다가 앞에 달리던 자전거 선수들을 미처 보지 못해 치어 숨지게 한 혐의로 구속되었다.

## 가능한 기능
- 다마고치에게 음식 먹이기.
- 다마고치를 놀아주기
- 배설물 치워주기 및 목욕 시키기
- 나이, 질병 감염 여부, 포만도, 몸무게, 친밀도나 행복도 등 통계 확인.
- 적외선 통신을 이용해 여러 친구와 놀기.
- 여러 가지 게임을 통하여 다마고치에게 쓸 수있는 코인 벌기.

## 같이 보기
- 포우